# Alexandru Cîmpanu
George Alexandru Cîmpanu (8 ottobre 2000) è un calciatore rumeno, centrocampista del Botoșani.

## Caratteristiche tecniche
È un centrocampista offensivo.

## Carriera
Cresciuto nel settore giovanile del Concordia Chiajna, nel 2019 passa al Botoșani con cui debutta fra i professionisti il 20 luglio 2019 giocando l'incontro di Liga I vinto 4-1 contro il Voluntari; un mese più tardi segna la sua prima rete nell'ampia sconfitta per 1-4 contro il CFR Cluj. Il 5 ottobre 2020 viene acquistato a titolo definitivo dall'U Craiova.

## Statistiche
Statistiche aggiornate al 2 febbraio 2021.

### Presenze e reti nei club
| Stagione         | Squadra          | Campionato       | Campionato | Campionato | Coppe nazionali | Coppe nazionali | Coppe nazionali | Coppe continentali | Coppe continentali | Coppe continentali | Altre coppe | Altre coppe | Altre coppe | Totale | Totale | Totale |
| Stagione         | Squadra          | Comp             | Pres       | Reti       | Comp            | Pres            | Reti            | Comp               | Pres               | Reti               | Comp        | Pres        | Reti        | Pres   | Reti   |        |
| ---------------- | ---------------- | ---------------- | ---------- | ---------- | --------------- | --------------- | --------------- | ------------------ | ------------------ | ------------------ | ----------- | ----------- | ----------- | ------ | ------ | ------ |
| 2019-2020        | Botoșani         | L1               | 17         | 2          | CR              | 2               | 0               |                    | -                  | -                  |             | -           | -           | 19     | 2      |        |
| ago.-ott. 2020   | Botoșani         | L1               | 3          | 1          | CR              | 0               | 0               | UEL                | 0                  | 0                  |             | -           | -           | 3      | 1      |        |
| Totale Botoșani  | Totale Botoșani  | Totale Botoșani  | 20         | 3          |                 | 2               | 0               |                    | -                  | -                  |             | -           | -           | 22     | 3      |        |
| ott. 2020-2021   | U Craiova        | L1               | 21         | 1          | CR              | 6               | 1               |                    | -                  | -                  |             | -           | -           | 27     | 2      |        |
| 2021-2022        | U Craiova        | L1               | 35+1       | 6+0        | CR              | 4               | 0               | UECL               | 2                  | 0                  | SR          | 1           | 0           | 43     | 6      |        |
| 2022-2023        | U Craiova        | L1               | 31         | 4          | CR              | 3               | 0               | UECL               | 2                  | 0                  |             | -           | -           | 36     | 4      |        |
| Totale U Craiova | Totale U Craiova | Totale U Craiova | 87+1       | 11         |                 | 13              | 1               |                    | 4                  | 0                  |             | 1           | 0           | 106    | 12     |        |
| Totale carriera  | Totale carriera  | Totale carriera  | 108        | 14         |                 | 15              | 1               |                    | 4                  | 0                  |             | 1           | 0           | 128    | 15     |        |

## Palmarès

### Club

#### Competizioni nazionali
- Coppa di Romania: 1

U Craiova: 2020-2021